# بانه موله
بانه موله، روستایی در دهستان سید ابراهیم بخش زرین‌آباد شهرستان دهلران در استان ایلام ایران است.

## جمعیت
بر پایه سرشماری عمومی نفوس و مسکن در سال ۱۳۹۵، جمعیت این روستا برابر با ۱۷ نفر (۴ خانوار) بوده‌است.